# Іво Лапенна
Іво Лапенна (5 листопада 1909, Спліт, Хорватія — 15 грудня 1987, Копенгаген) — професор права. Пропагандист мови есперанто, перебував на посаді президента Всесвітньої асоціації есперанто з 1964 по 1974 рік. Відомий як успішний оратор на есперанто, автор ряду книг і співавтор Резолюції ЮНЕСКО про есперанто від 1954 року, в якій ЮНЕСКО офіційно визнає мову есперанто.

## Біографія
Лапенна народився в місті Спліт у Хорватії (пізніше в Австро-Угорщині). У 1933 році в Загребі він отримав ступінь доктора філософії, в 1947 році став професором університету в Загребі, потім в Лондоні. Виїхавши в 1949 році з Югославії, деякий час проживав у Парижі, з 1951 року — у Великій Британії. У 1962 році став громадянином Великої Британії.
Помер Іво Лапенна у 1987 році в Копенгагені, де й був похований.
Тричі був одружений. Перша дружина — Емілія Лапенна (Emilija Lapenna), друга — Люба Лапенна (Ljuba Lapenna), третя — Бірте Лапенна (Birthe Lapenna, з 1986 року). У шлюбах в Іво не було дітей.
Під час роботи Лапенна на посаді президента асоціації виникали різні конфлікти. Його звинувачували в культі особистості, диктатурі й ін.. У цих конфліктах Лапенна перемагав. Але під час конгресу в Гамбурзі в 1974 році він заявив, що відмовляється від посади президента асоціації есперанто. Комітет обрав в якості нового президента — Гамфрі Р. Тонкіна. Іво відмовився від усіх почесних звань в UEA і TEJO. Події, що відбулися в конгресі, були інтерпретовані як «комуністичний переворот».
У 1983 році Лапенна став одним із засновників АІС Сан-Марино, а також співзасновником спеціалізованої асоціації юристів-есперантистів.

## Творча та наукова діяльність
Іво Лапенна був автором таких творів, як:
- Retoriko («Риторика»), 1950 і наступні видання.
- «Факти про міжнародну мову» (1952)
- Principaro de Frostavallen, gvidlinioj pri informado, (1956)
- Elektitaj paroladoj kaj prelegoj («Вибрані промови і лекції», додаток до риторики) (1966)
- Esperanto en perspektivo («Есперанто в перспективі») (1974), написано в співавторстві з Ulrich Lins (історик) та Tazio Carlevaro (літератор).
- Hamburgo en retrospektivo («Гамбург у ретроспективі») (1975/1977).
- «Історія дипломатії», хорватською мовою, 1949
- «Держава і право: Радянська і югославська теорія», Лондон, 1964
- «Радянське кримінальне право», Лондон, Сідней, Торонто, 1968